# Johan Johansson (finländsk politiker)
Johan Johansson, född 1967 i Larsmo, Finland, är en finländsk politiker och Svenska folkpartiets partisekreterare sedan mars 2010. Han är politices magister till utbildningen och medlem av såväl stadsfullmäktige som stadsstyrelsen i sin hemstad Grankulla. Tidigare under sin karriär fungerade Johansson bland annat som specialmedarbetare i inrikes- och försvarsministeriet 1998–2000 samt som tillförordnad kommundirektör i Oravais 2000–2001.